# Tranvías de Valparaíso
Los tranvías de Valparaíso fueron un sistema de tranvías, primero a tracción animal —también denominados como «carros de sangre»— y luego a tracción eléctrica, que estuvo operativo en dicha ciudad chilena entre 1863 y 1952.

## Historia

### Tracción animal
En el año 1861 el banquero David Thomas obtuvo una concesión para construir una línea de tranvía y, junto a otros socios, creó la Empresa
del Ferrocarril Urbano de Valparaíso. Esta compañía instaló las primeras vías y ordenó desde Nueva York 25 carros de armazón metálica de dos pisos, que se caracterizaban porque el conductor iba sentado en el techo, tenían escaleras gemelas en la parte trasera, y contaban con poca movilidad, ya que solo podían andar en una dirección.
El servicio, conocido como «carros de sangre» ya que la carga era soportada por caballos, fue inaugurado el 4 de marzo de 1863, y su primera línea recorría desde Barón hasta la Aduana, en un trayecto que demoraba treinta minutos. Se convirtió en el primer sistema de transporte público de la ciudad, y el tercero de su tipo en América del Sur, luego de los tranvías de Río de Janeiro y Santiago.
Hacia fines del siglo XIX nacieron otras 2 empresas de carros de sangre en Valparaíso: en 1897 surge el Ferrocarril Urbano de Playa Ancha, que recorría desde la Aduana hasta las Torpederas; y en 1899 nace la Empresa de Tranvías Cardonal-El Sauce, que realizaba el recorrido desde Barón hacia Viña del Mar.

### Tracción eléctrica

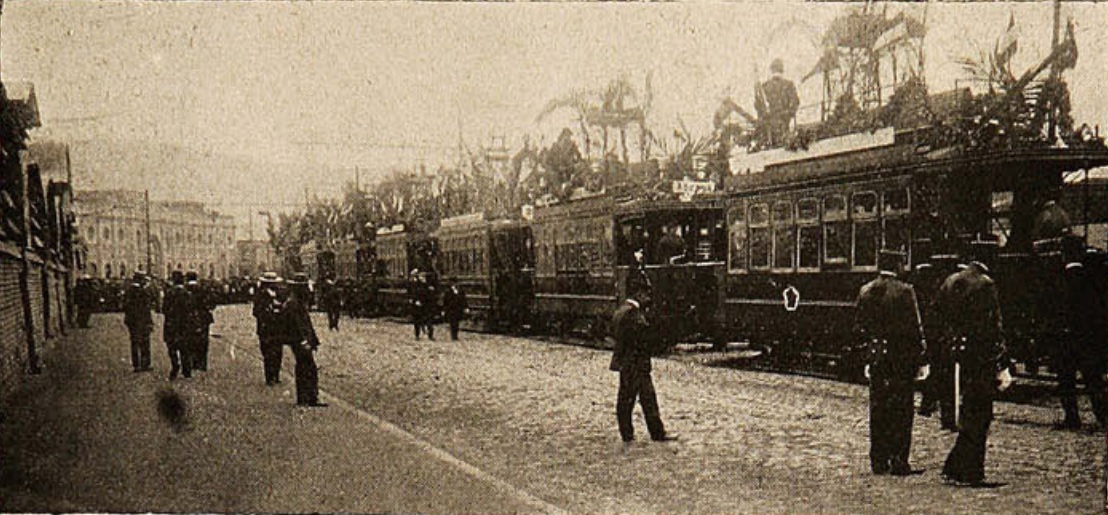
Inauguración de los tranvías eléctricos (25 de diciembre de 1904).

En 1902 Saavedra, Bernard y Compañía, agentes de la Allgemeine Elektricitäts-Gesellschaft, obtuvieron la concesión de la municipalidad de Valparaíso para el alumbrado público y el servicio de tranvías eléctricos; al año siguiente fundaron en Alemania la «Elektrische Straßenbahn Valparaíso», conocida en español como «Compañía de Tranvías Eléctricos de Valparaíso» (CTEV), la cual adquirió las 3 empresas que operaban carros de sangre en la ciudad. El 25 de diciembre de 1904 fue inaugurado oficialmente el servicio de tranvías eléctricos con un convoy de 7 carros Van Der Zypen & Charlier con imperial (segundo piso).
El último tranvía eléctrico circuló en Valparaíso el 30 de diciembre de 1952, siendo el vehículo número 505 correspondiente a uno de los tranvías denominados «belgas», que había sido reformado en años anteriores para retirarle el segundo piso que poseía originalmente.